# Al-Quraish
Al-Quraish (I Quraysh) è la centoseiesima Sura del Corano, una sura meccana composta da 4 versetti. Questa sura si rivolge alla tribù dei Quraysh, il cui centro di Mecca ospitava la Ka'ba, il luogo sacro dell'Islam.

## Contenuto
- La Benedizione di Mecca: La sura inizia riconoscendo le benedizioni di Dio sulla tribù dei Quraysh per la loro posizione privilegiata vicino alla Kaaba e per la sicurezza che godono durante i loro viaggi commerciali.
- La Gratitudine Richiesta: Viene esortata la tribù dei Quraysh a mostrare gratitudine a Dio per le sue benedizioni e a adorarlo come unico Signore della Kaaba e del loro benessere.

## Analisi
La Sura Al-Quraish è significativa perché sottolinea l'importanza del riconoscimento delle benedizioni di Dio e della gratitudine verso di lui. Essa ricorda alla tribù dei Quraysh le benedizioni ricevute da Dio attraverso la loro vicinanza alla Kaaba e la sicurezza che godono durante i loro viaggi commerciali. Inoltre, la sura esorta i Quraysh a mostrare gratitudine a Dio e a adorarlo come unico Signore della Kaaba e del loro benessere. Pertanto, la sura serve come un promemoria dell'importanza della gratitudine e della devozione verso Dio, invitando i credenti a riflettere sulle benedizioni ricevute e a mostrare gratitudine per esse.